# Communauté de communes Sauldre et Sologne
Die Communauté de communes Sauldre et Sologne ist ein französischer Gemeindeverband (Communauté de communes) im Département Cher in der Region Centre-Val de Loire. Er wurde am 29. Dezember 2005 gegründet und umfasst 14 Gemeinden (Stand: 1. Januar 2021). Der Verwaltungssitz befindet sich in der Gemeinde Argent-sur-Sauldre.

## Historische Entwicklung
Am 1. Januar 2021 verließ die Gemeinde Nançay die Communauté de communes Vierzon-Sologne-Berry et Villages de la Forêt und schloss sich diesem Gemeindeverband an.

## Mitgliedsgemeinden
| Gemeinde                                  | Einwohner 1. Januar 2022 | Fläche km² | Dichte Einw./km² | Code INSEE | Postleitzahl |
| ----------------------------------------- | ------------------------ | ---------- | ---------------- | ---------- | ------------ |
| Argent-sur-Sauldre                        | 2.040                    | 67,35      | 30               | 18011      | 18410        |
| Aubigny-sur-Nère                          | 5.464                    | 61,53      | 89               | 18015      | 18700        |
| Blancafort                                | 1.002                    | 64,35      | 16               | 18030      | 18410        |
| Brinon-sur-Sauldre                        | 972                      | 116,30     | 8                | 18037      | 18410        |
| Clémont                                   | 709                      | 50,11      | 14               | 18067      | 18410        |
| Ennordres                                 | 206                      | 63,79      | 3                | 18088      | 18380        |
| Ivoy-le-Pré                               | 775                      | 98,74      | 8                | 18115      | 18380        |
| La Chapelle-d’Angillon                    | 610                      | 10,17      | 60               | 18047      | 18380        |
| Ménétréol-sur-Sauldre                     | 196                      | 50,08      | 4                | 18147      | 18700        |
| Méry-ès-Bois                              | 538                      | 91,59      | 6                | 18149      | 18380        |
| Nançay                                    | 768                      | 106,33     | 7                | 18159      | 18330        |
| Oizon                                     | 667                      | 62,03      | 11               | 18170      | 18700        |
| Presly                                    | 221                      | 74,63      | 3                | 18185      | 18380        |
| Sainte-Montaine                           | 167                      | 53,79      | 3                | 18227      | 18700        |
| Communauté de communes Sauldre et Sologne | 14.335                   | 970,79     | 15               | –          | –            |